# Georg Agde
Georg Agde (* 25. August 1889 in Halle (Saale); † 12. September 1944 in Darmstadt) war ein deutscher Chemiker. 

## Leben
Agde wurde 1889 als Sohn des Hospitalinspektors Karl Agde und dessen Ehefrau Wilhelmine Heine in Halle an der Saale geboren. Von 1909 bis 1914 studierte Agde technische Chemie, Naturwissenschaften und Nationalökonomie an der Universität Halle. Am 22. September 1914 wurde er zum Dr. phil. promoviert. Während seines Wehrdienstes (1914–1920) arbeitete er als Chemiker im Wasserstoffwerk des Kriegsluftschiffhafens in Mannheim, wurde 1915 Militärgaschemiker und arbeitete später in verschiedenen Heereswerkstätten. 1917 wurde Agde Leiter der Pulverfabrik Plauen und zwei Jahre später Militärchemiker des Sprengstoffachs.
Seit 1921 hatte er den Lehrstuhl für Chemische Technologie an der Gewerbe- und Handelshochschule in Köthen inne und wurde 1922 Titularprofessor und Abteilungsvorsteher des Chemisch-Technischen Instituts der TH Darmstadt.
Sein Hauptarbeitsgebiet war die Brennstofftechnologie. 1930 veröffentlichte Agde Die Vorgänge bei der Stückkoksbildung.
Agde war seit 1924 mit Margarete Schürenberg verheiratet. Am 3. September 1937 beantragte er die Aufnahme in die NSDAP und wurde rückwirkend zum 1. Mai desselben Jahres aufgenommen (Mitgliedsnummer 4.707.073), zudem war er Mitglied im NSLB. Er starb bei dem Bombenangriff auf Darmstadt am 11./12. September 1944.